# Tempio di Karaṇī Mātā
Il tempio di Karaṇī Mātā (in hindī करणी माता मंदिर, Karaṇī Mātā maṃdira), noto anche come Madh Deshnoke (IAST: Mādha Deśanoka), è un importante tempio indù dedicato a Karaṇī Mātā. Il tempio si trova nella città di Deshnoke, 30 km a sud di Bikaner, nel Rajasthan. Essendo i pellegrinaggi verso il santuario dell'Hinglaj Mata divenuti difficoltosi a causa della spartizione dell'India (il santuario è collocato nell'odierno Belucistan pachistano), il tempio di Karaṇī Mātā è divenuto meta privilegiata per i devoti dei sagati del Cāraṇa. Meta popolare per turisti e pellegrini, è noto, sia in India sia a livello internazionale, come il Tempio dei ratti, a causa dei numerosi roditori, detti kābā, considerati sacri e trattati con la massima custodia e cura dai devoti. Questo trattamento riservato ai roditori è talvolta citato com'esempio della «consapevolezza verso l'ambiente nell'etica indù». Il tempio attrae a sé visitatori da tutto il Paese per le benedizioni, ma anche turisti e curiosi da tutto il mondo.
Originariamente eretto intorno al 1530 in onore del mahaprayan di Karaṇī Mātā, constava inizialmente del solo santuario interno coperto da una cupola; crebbe poi in dimensioni grazie ad alcune integrazioni architettoniche ad opera dai devoti nel corso dei secoli successivi.

## Ikābāsacri

### La leggenda
Karaṇī Mātā era un'incarnazione di Śakti e rimase casta; diede in sposa la sorella minore al marito Depaji per la continuazione della sua discendenza. Da questa unione, Depaji ebbe quattro figli, tra cui il primogenito Lakṣmaṇa. Karaṇījī si prese cura di loro come fossero figli suoi.
Un dì, Lakṣmaṇa annegò nel Kapil Sarovar, nella vicina Kolayat, mentre era intento a fare il bagno. La sorella minore implorò Karaṇī Mātā di riportare in vita Lakṣmaṇa; così, Karaṇī Mātā sollevò il corpo del ragazzo con le mani e lo portò laddove ora si trova la murti (santuario interno). Serrò quindi le porte e chiese di non aprirle. Si rivolse al dio della morte, Yamarāja, e chiese che Lakṣmaṇa fosse riportato in vita. Il dio della morte chiese dubbioso: «Se è così, come funzionerà il ciclo della rinascita? Con quale legge si muoverà?» In tutta risposta, Karaṇī Mātā dichiarò allora che la sua famiglia non si sarebbe più presentata al cospetto di Yamarāja: «Ovunque io viva, essi vivranno. Allorché moriranno, resteranno con me.»
Allora, Karaṇī Mātā scelse la forma incarnata del kābā (ratto), cosicché alla morte dei Cāraṇa umani della sua genia, essi sarebbero rinati come kābā e avrebbero vissuto accanto a lei all'interno del tempio; alla morte dei kābā, questi sarebbero rinati come Cāraṇa umani. In tal modo, la trasmigrazione del Cāraṇa differisce dalla classica trasmigrazione indù, in quanto la jāti (casta) viene mantenuta attraverso le nascite nonostante sia in una forma incarnata in modo diverso.

### Il tempio odierno

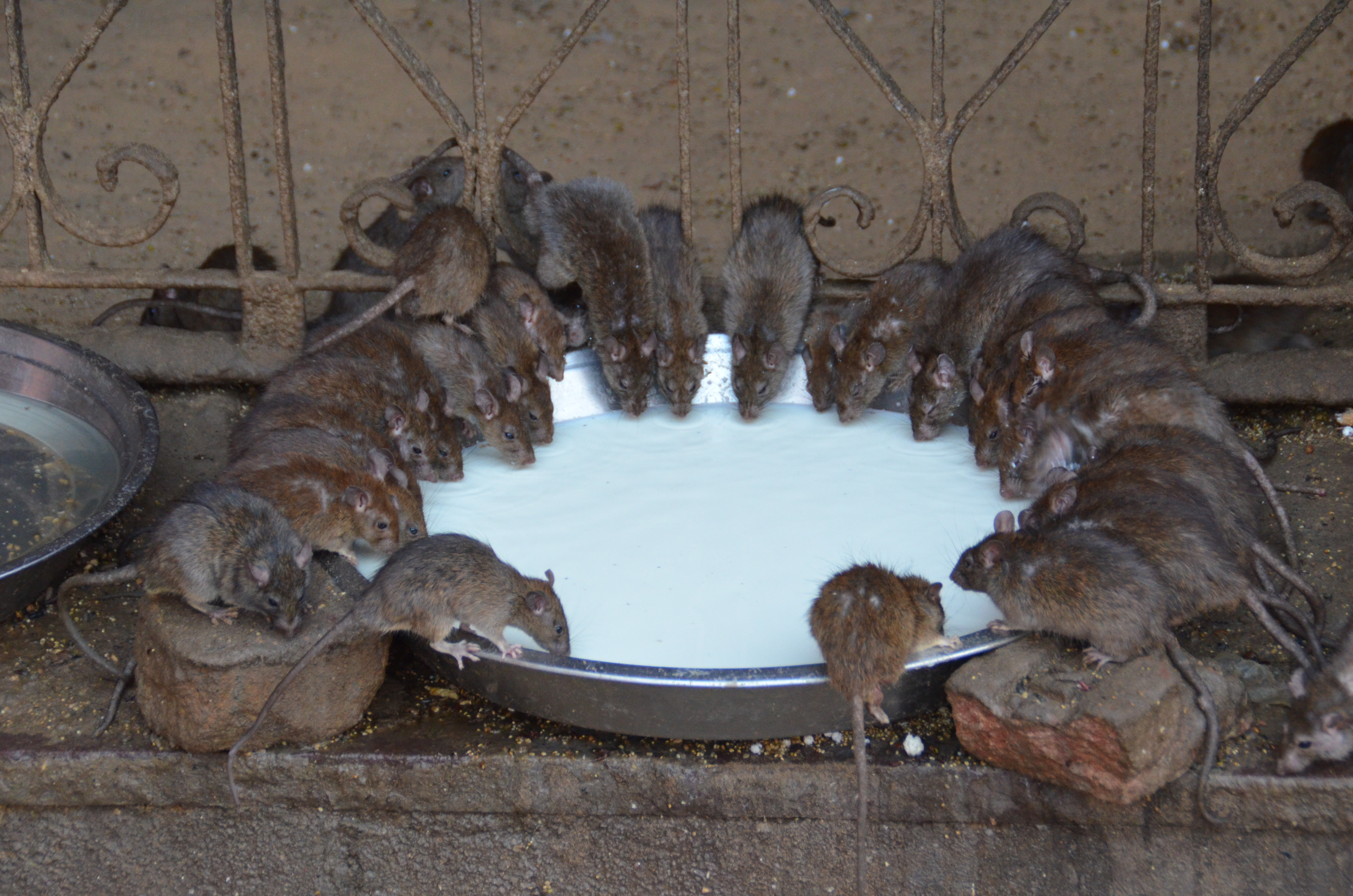
I kābā mangiano un prasāda (khīra).

Nel complesso del tempio risiedono circa 20 000 kābā, accuditi dal personale e dai lavoratori del tempio, che li considerano loro consanguinei. I kābā vivono e si muovono negli spazi interni, tra cui la sala principale, la cucina, vicino alle enormi pentole di ferro utilizzate per preparare l'halavā, nelle varie stanze laterali e sui tetti. Ogni spazio del tempio offre diversi tipi di vivande per i kābā.
I ratti più prossimi alla murti di Karaṇī Mātā si nutrono delle varie forme di prasāda offerte alla dea, come laddu, noci, cocco e cristalli di zucchero, oltre a latte, roti, cereali, frutta, verdura e persino liquori. La dieta dei kābā che vivono sul tetto e vicino alle pentole di ferro consta principalmente di cereali, frutta, verdura, roti e acqua. Complessivamente, i kābā del tempio hanno accesso a una ricca varietà di risorse e i loro parenti umani Cāraṇa li proteggono dai gatti e dalle insidie degli altri predatori.
I kābā, abituati all'interazione e al contatto umano, si muovono rapidamente, si sdraiano sul grembo dei devoti o si appollaiano sulle loro spalle di coloro che si siedono nel tempio; mangiano dalle mani dei pellegrini e dallo stesso thali (piatto) dei lavoratori Cāraṇa nella cucina.
Mangiare cibo rosicchiato dal kābā è considerato un «grande onore». La regola del tempio sancisce che, qualora maldestramente si calpesti uno dei ratti e lo si uccida, il mal capitato deve impegnarsi a sostituirlo con un ratto d'argento o d'oro massiccio.

### Ikābābianchi

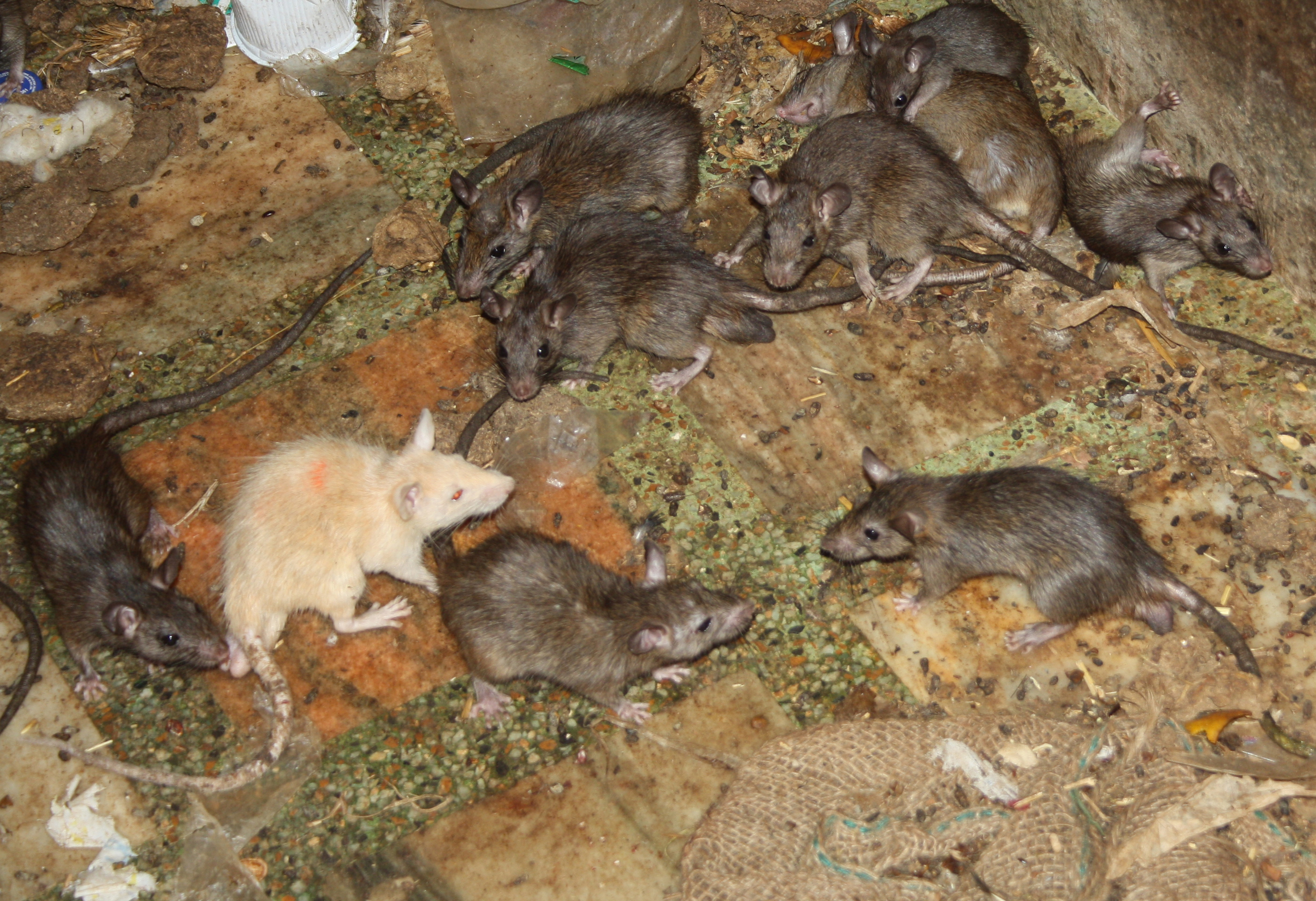
Un kābā bianco al tempio di Karaṇī Mātā

Tra le migliaia di ratti kābā presenti nel tempio, ve ne sono alcuni bianchi, considerati particolarmente sacri. Si ritiene che siano teofanie di Karaṇī Mātā stessa e dei suoi quattro nipoti. L'avvistamento di un ratto bianco è considerata una benedizione speciale, cosicché i pellegrini profondono molto impegno per attirarli alla loro vista, offrendo prasāda, un cibo dolce e sacro.

## Amministrazione del tempio
Shri Karani Mandir Nij Pranyas è il principale organo di presidenza e si occupa dell'amministrazione del complesso. Il consiglio direttivo è composto da un comitato eletto e costituisce la principale istituzione proprietaria terriera a Deshnoke. Tale consiglio amministra diversi dharmaśālā, due musei dedicati alla storia di Karaṇī Mātā, e due grandi gauśālā, che producono latticini e altri prodotti derivati dai bovini ivi allevati.
Nel tempio, gli operatori Cāraṇa svolgono il ruolo di eruditi religiosi e amministrano vari rituali come le pūjā e l'āratī, raccogliendo offerte dai pellegrini in visita e pulendo gli spazi interni del tempio. Dispongono inoltre di un servizio di telecamere di sorveglianza a circuito chiuso attivo nella sala del tempio e all'ingresso principale, che li aiuta a prendersi cura dei kābā.
Oltre al complesso del tempio, il direttivo gestisce anche diverse gauśālā e sponsorizza la gaukathā (lett. "racconto della vacca") che si svolge con cadenza annuale. L'amministrazione del tempio fa osservare anche il divieto di taglio degli alberi a Deshnoke.

### Baridari
La più grande stirpe Cāraṇa a Deshnoke è quella dei Depavat, di cui si contano oltre 500 famiglie in totale.
L'epiteto di Baridari si riferisce al Sommo Sacerdote in carica, eletto dal lignaggio di Karaṇī Mātā: un Depavat. Egli svolge un incarico stabilito tramite una lista a rotazione tenuta dall'amministrazione del tempio. È l'unica persona che può accedere al sancta sanctorum (garbhagṛha), dov'è ospitata la murti di Karaṇī Mātā, e non può lasciare i confini del tempio durante il suo ruolo di baridari, che dura un mese. Durante il suo mandato, il baridari vive giorno e notte nel tempio con i kābā.

## Architettura

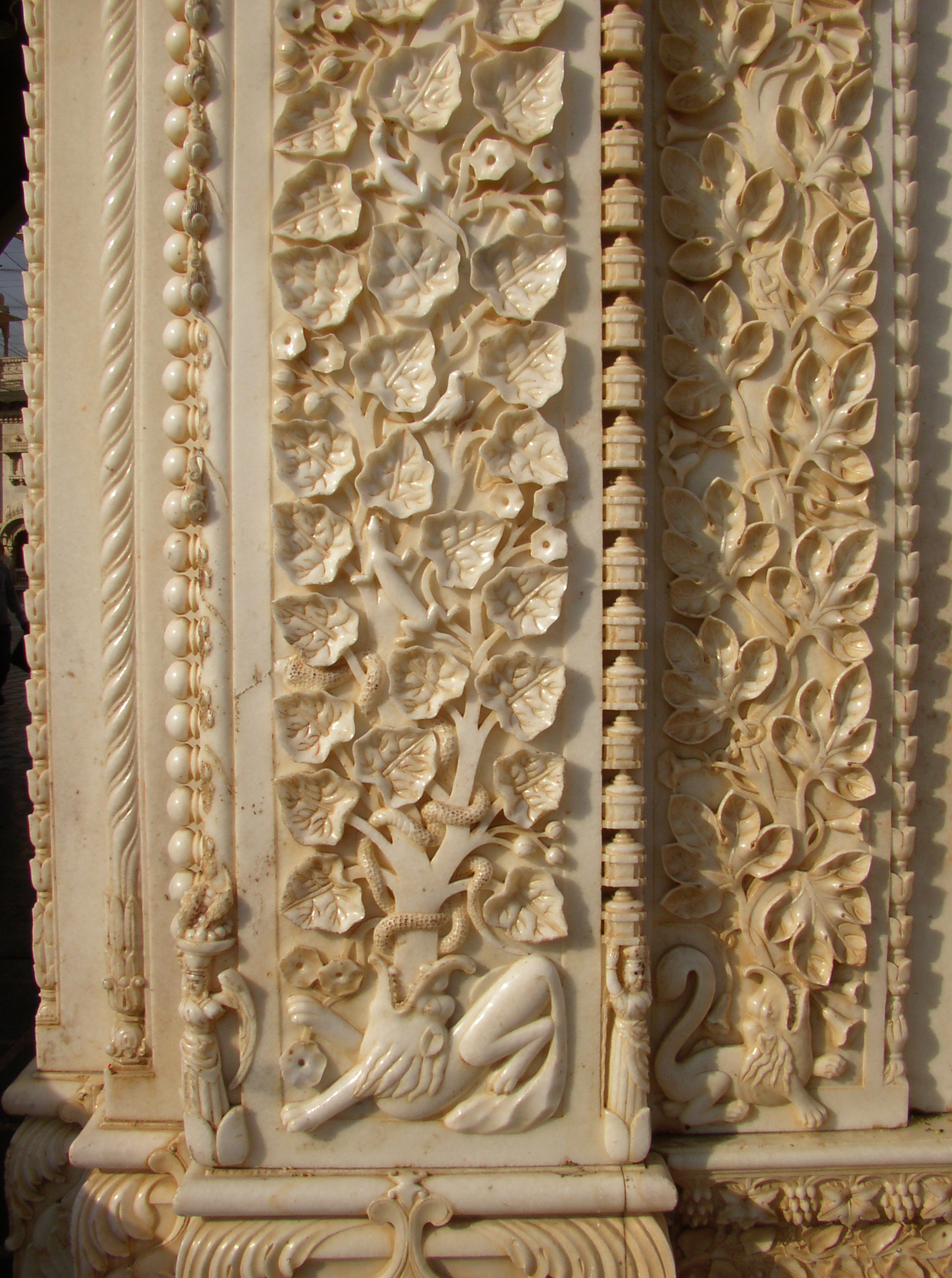
Bassorilievi in marmo al Tempio.

L'edificio assunse la forma attuale, in stile Rajput, all'inizio del XX secolo, sotto il maragià Ganga Singh di Bikaner.
Di fronte al tempio si staglia una ricca facciata in marmo, impreziosita da porte in argento massiccio, volute dal maragià Ganga Singh. Oltre l'ingresso principale, si trovano altre porte in argento con pannelli raffiguranti le varie leggende della Dea. L'immagine della Dea è custodita nel santuario interno.

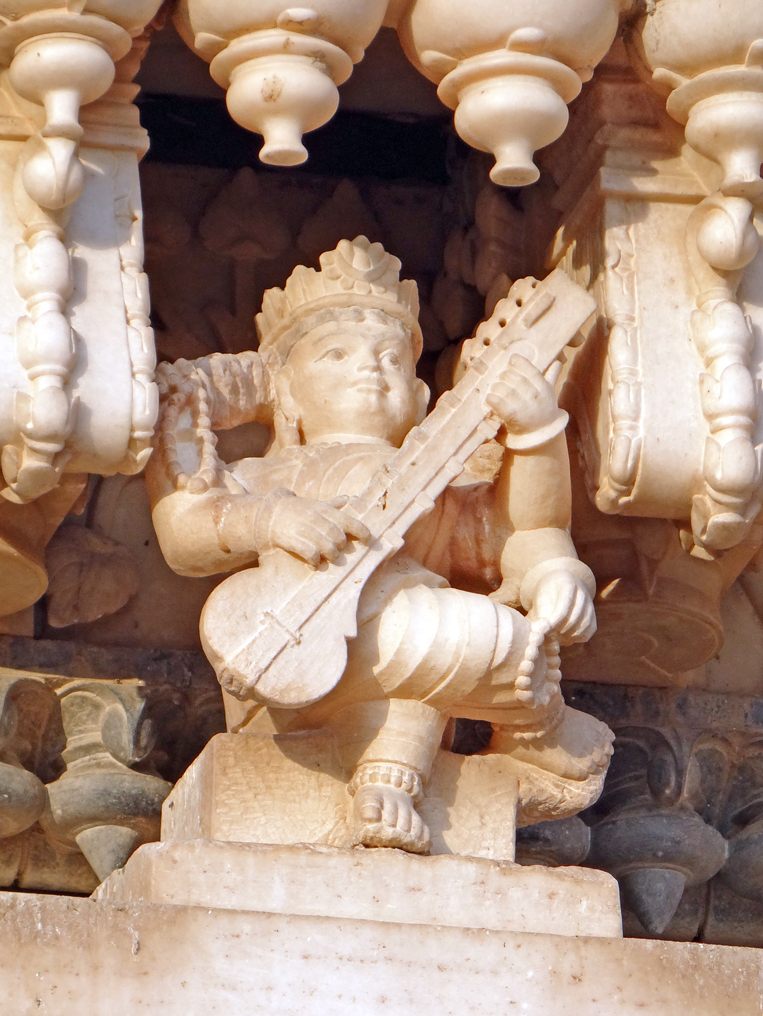
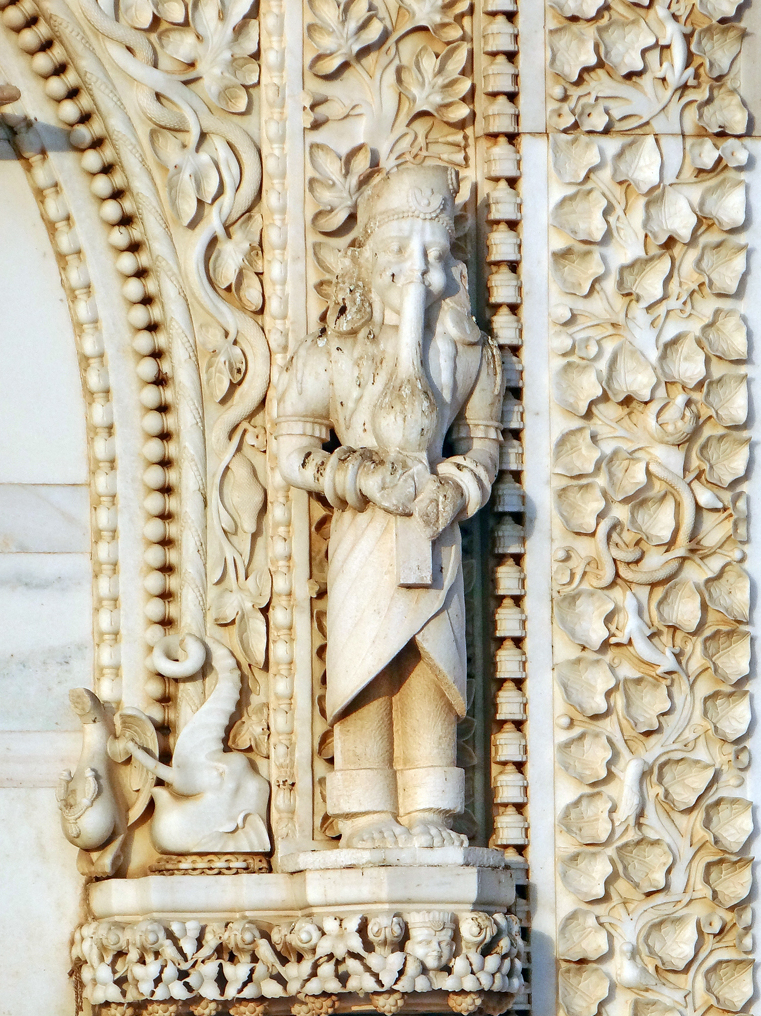
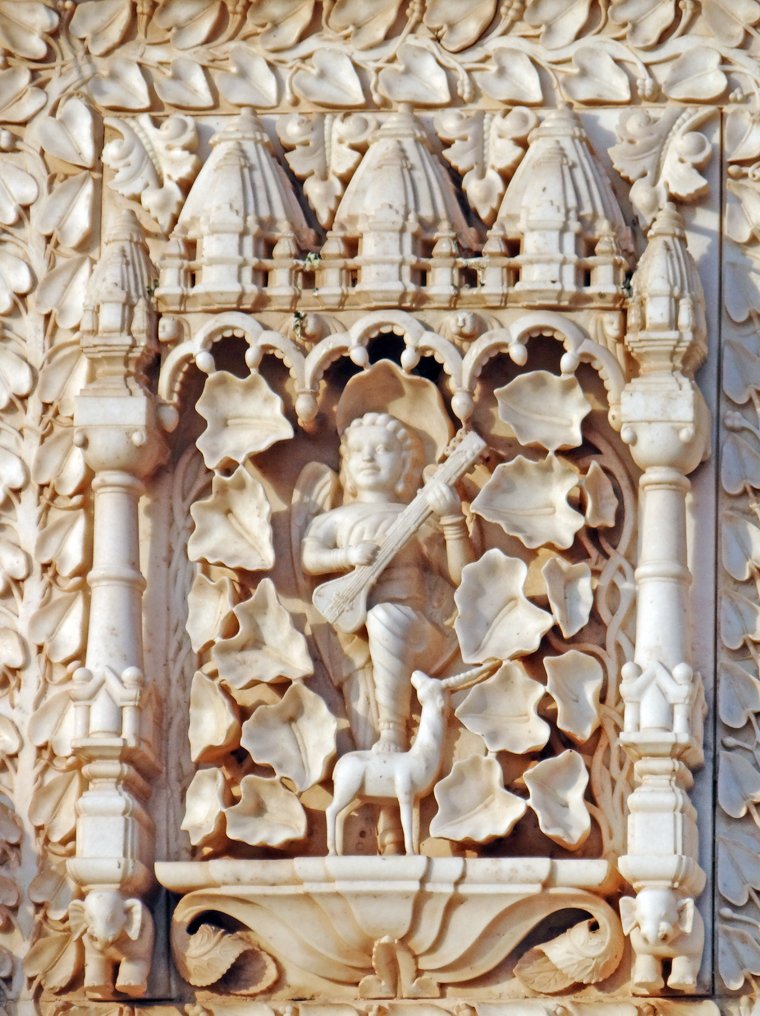

## Adorazione e festività

### Culto
Il tempio apre le porte al pubblico la mattina presto alle 4:00. I sacerdoti eseguono il Mangla-Aarti e offrono il bhoga (un cibo speciale) durante la liturgia. I devoti profondono quindi offerte ai topi, che vagano in gran numero per il tempio e la cui presenza è considerata di buon auspicio. L'offerta comprende un assortimento di formaggi e dolci. Nel tempio vi sono anche ciotole di latte, da cui i ratti possono abbeverarsi. Esistono due tipi di offerte: il 'dwar bhent' è destinato ai sacerdoti e ai lavoratori, mentre il 'kalash bhent' finanzia la manutenzione e lo sviluppo del tempio.
Molti fedeli ritengono che la saliva dei topi abbia proprietà curative, pertanto condividono con essi vivande e latte.

### Festività di Karaṇī Mātā

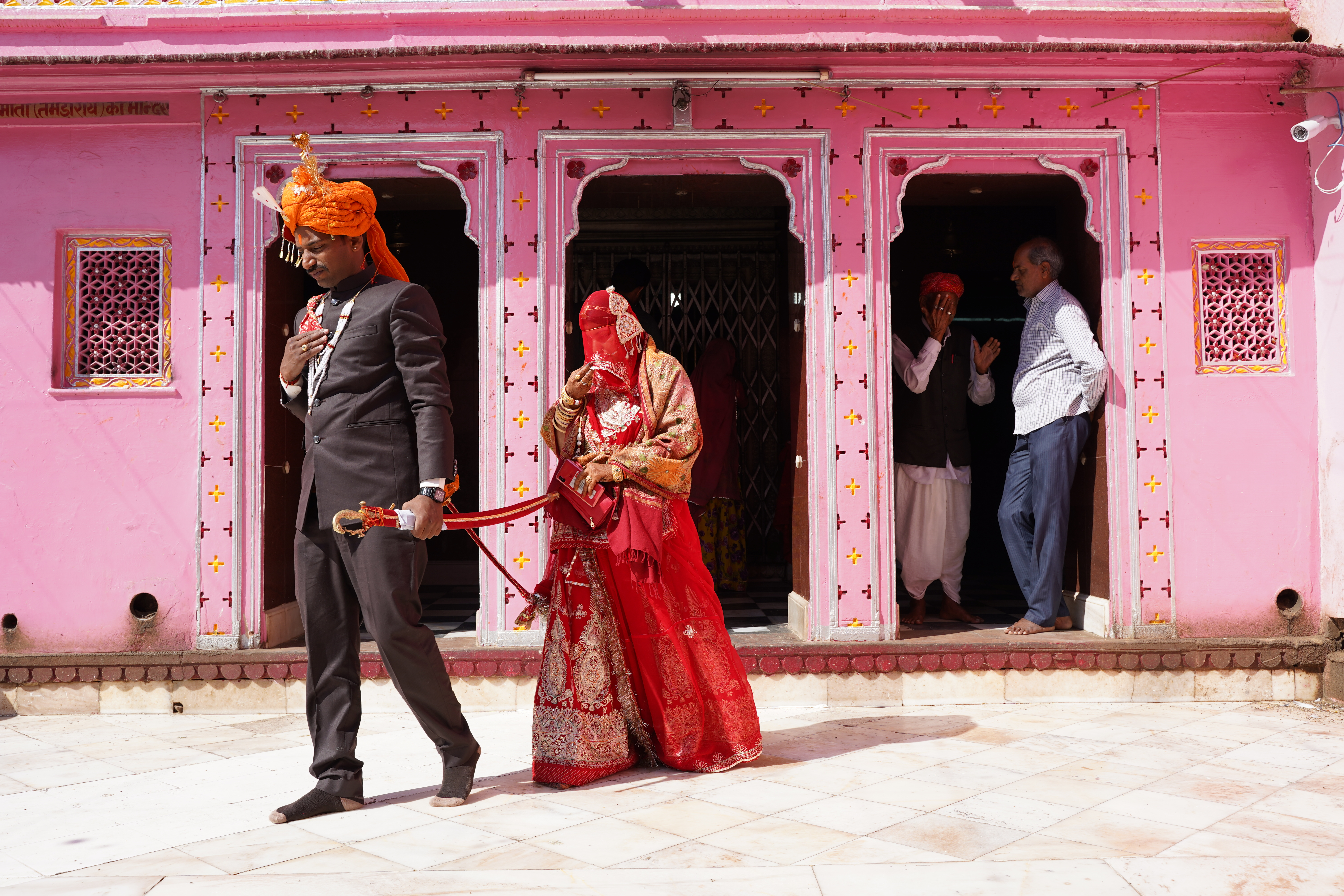
Una coppia di novelli sposi cerca benedizioni al tempio

La festività di Karaṇī Mātā si celebra due volte l'anno a Deshnoke:
- La principale festività cade ogni anno tra marzo e aprile durante i Navratras da Chaitra Shukla Ekam a Chaitra Shukla Dashmi.
- Una seconda festività cade tra settembre e ottobre, sempre durante i Navratra, da Ashvin Shukla ad Ashwin Shukla Dashmi.

In occasione della Navarātri migliaia di persone si recano a piedi in pellegrinaggio al tempio.

### Oran Parikrama
L'Oran di Deshnoke, fondato dalla stessa Karaṇī Mātā, è un tratto di 42 km contrassegnato come sacrosanto e inviolabile dalla divinità; in tale area vige il divieto di recare danno a qualsiasi essere vivente o di tagliare alberi per ricavarne legna da ardere. L'Oran Parikrama nelle Navarātri di solito attrae decine di migliaia di persone.

## Nella cultura popolare
Il tempio ha fatto la sua comparsa su media come il National Geographic, in vari documentari, in siti turistici indiani e nella letteratura.
È apparso inoltre nella prima stagione del reality show americano The Amazing Race.
Per la sua popolazione di ratti, il tempio è stato protagonista del film documentario del 2016 Rats, diretto da Morgan Spurlock.
È apparso anche nel terzo episodio della seconda stagione di Mighty Trains, come tappa del percorso ferroviario della durata di una settimana intrapreso dal Maharajas' Express.

## Galleria d'immagini

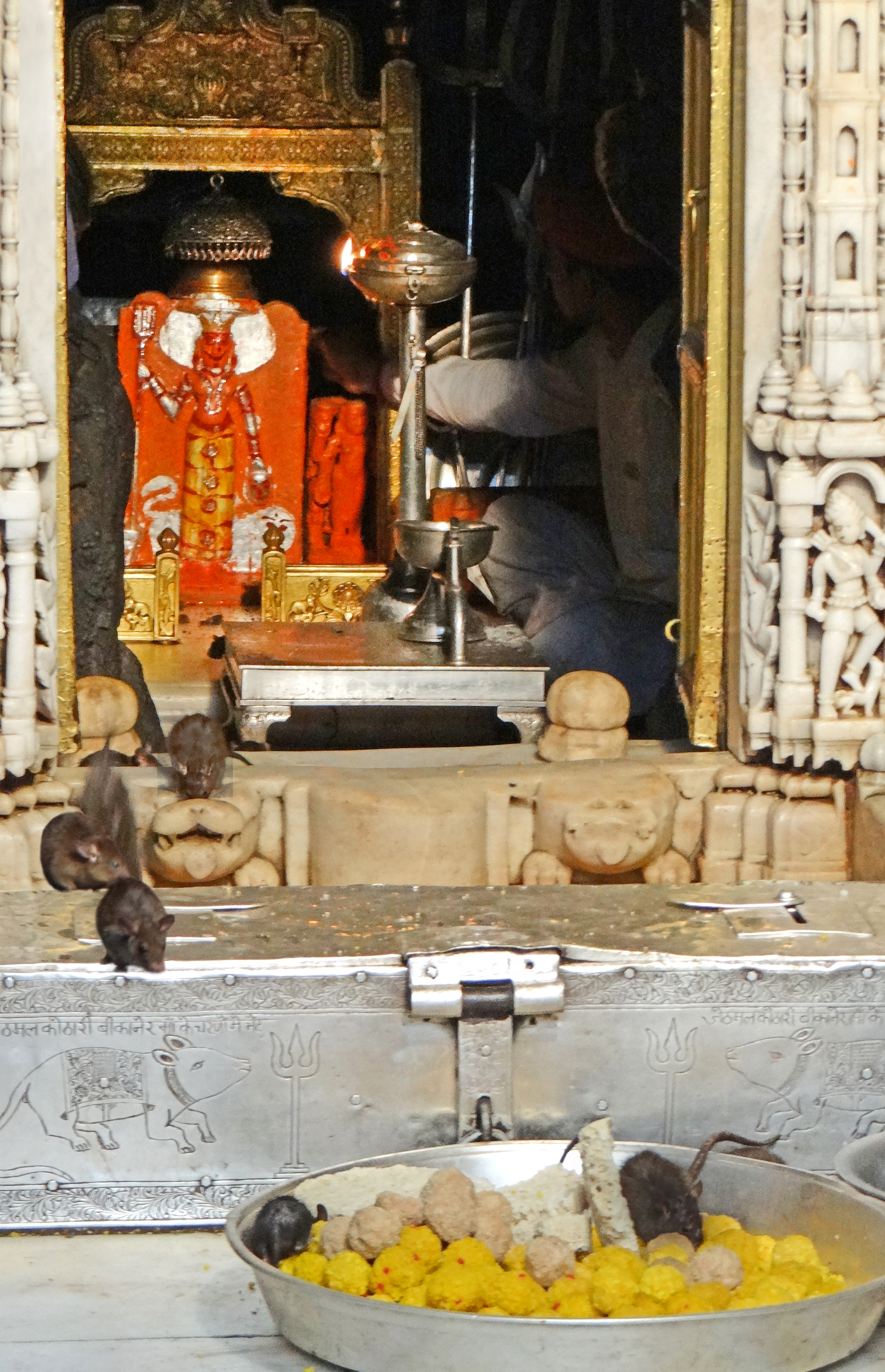
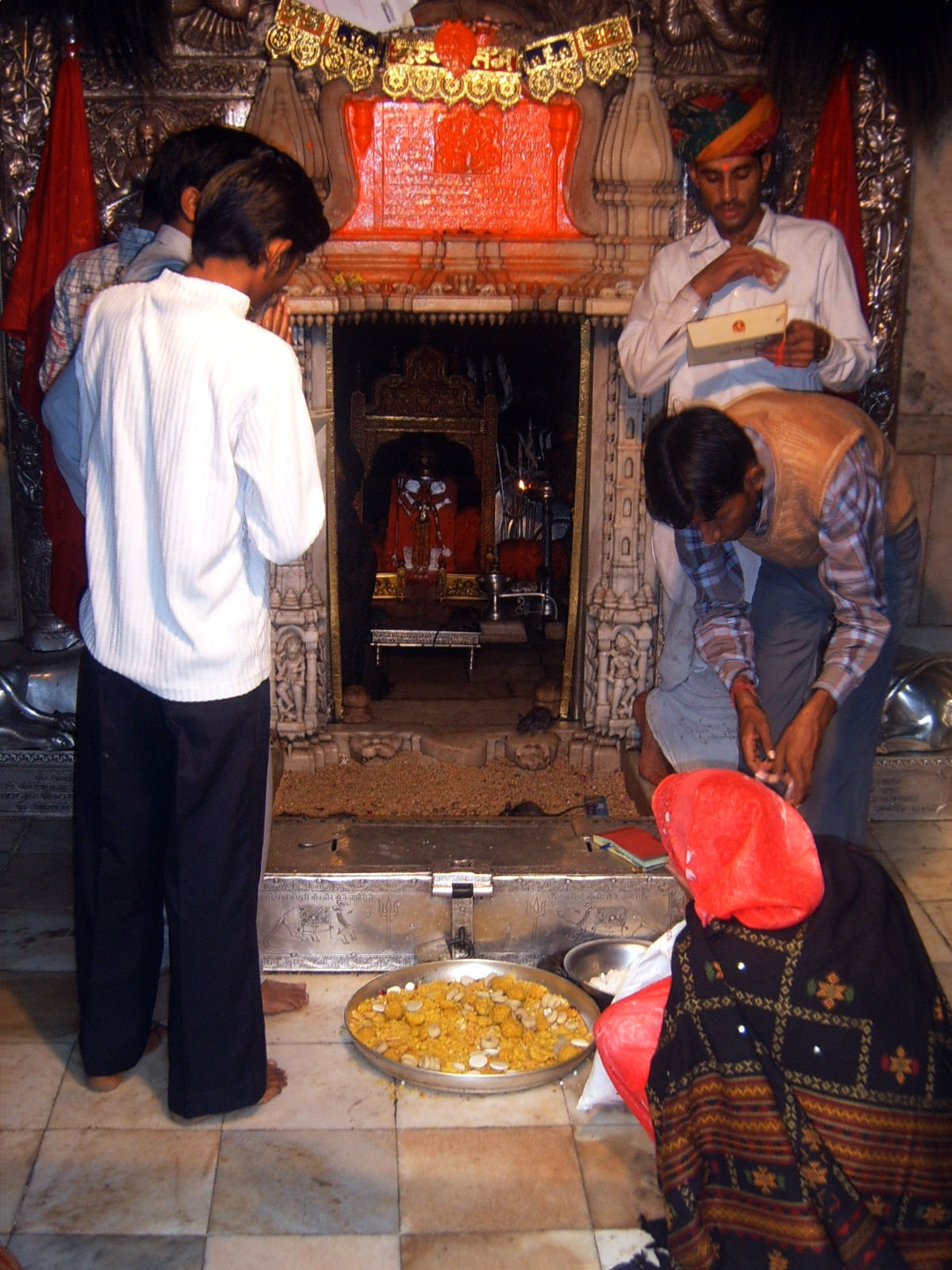
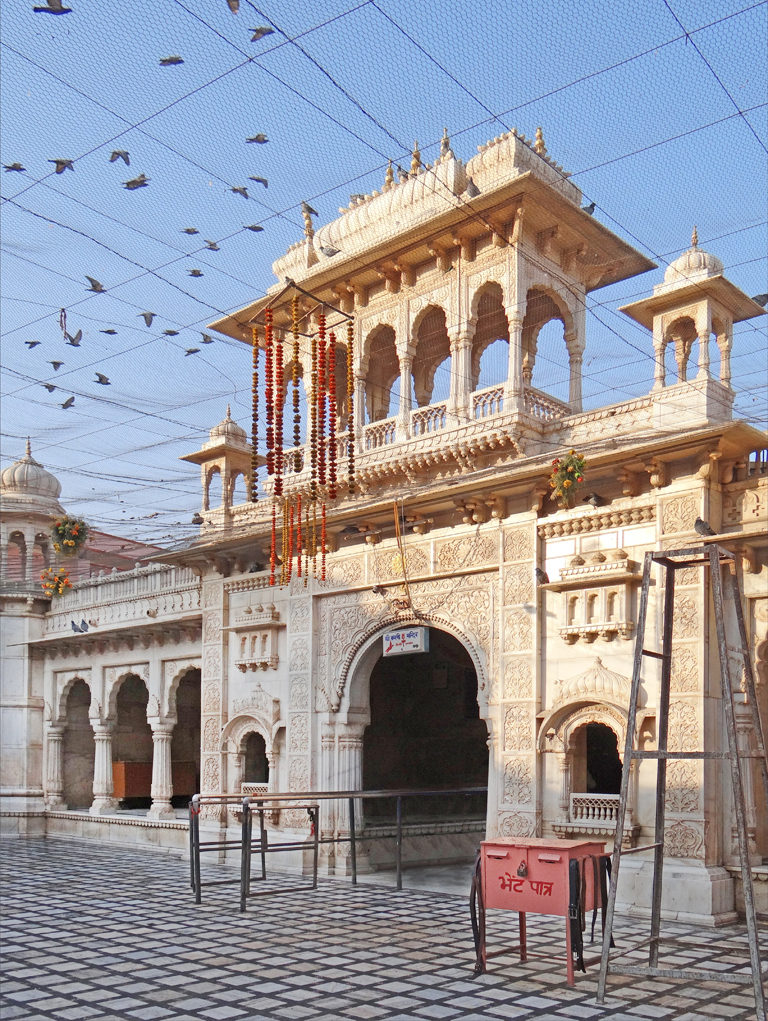
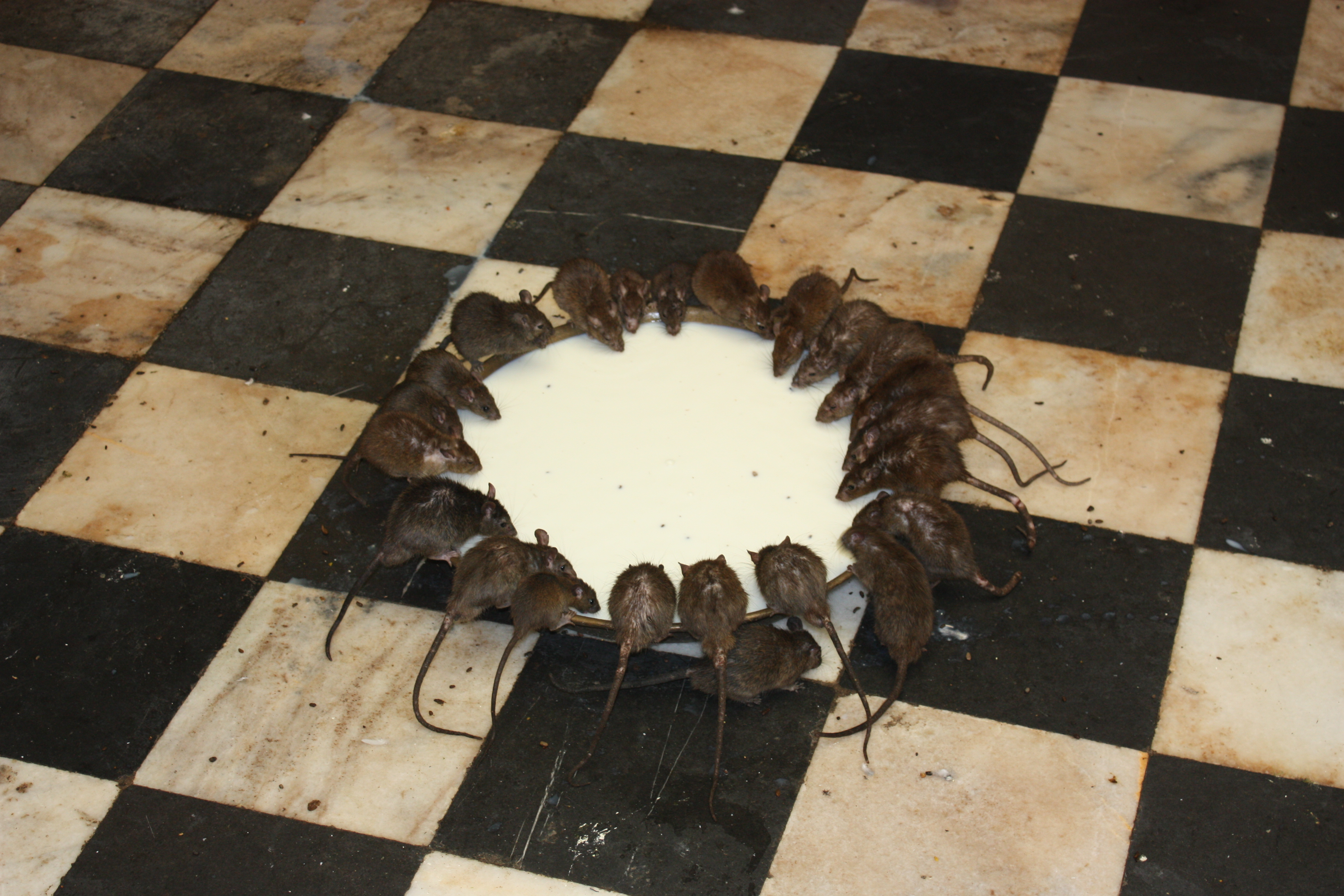
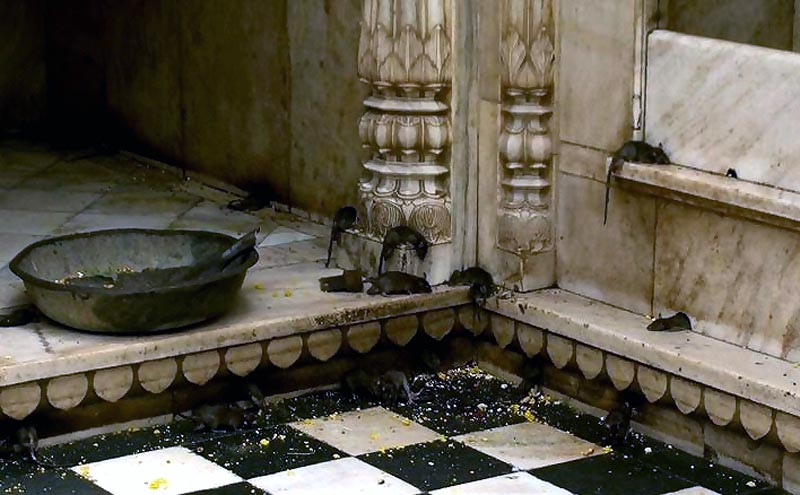
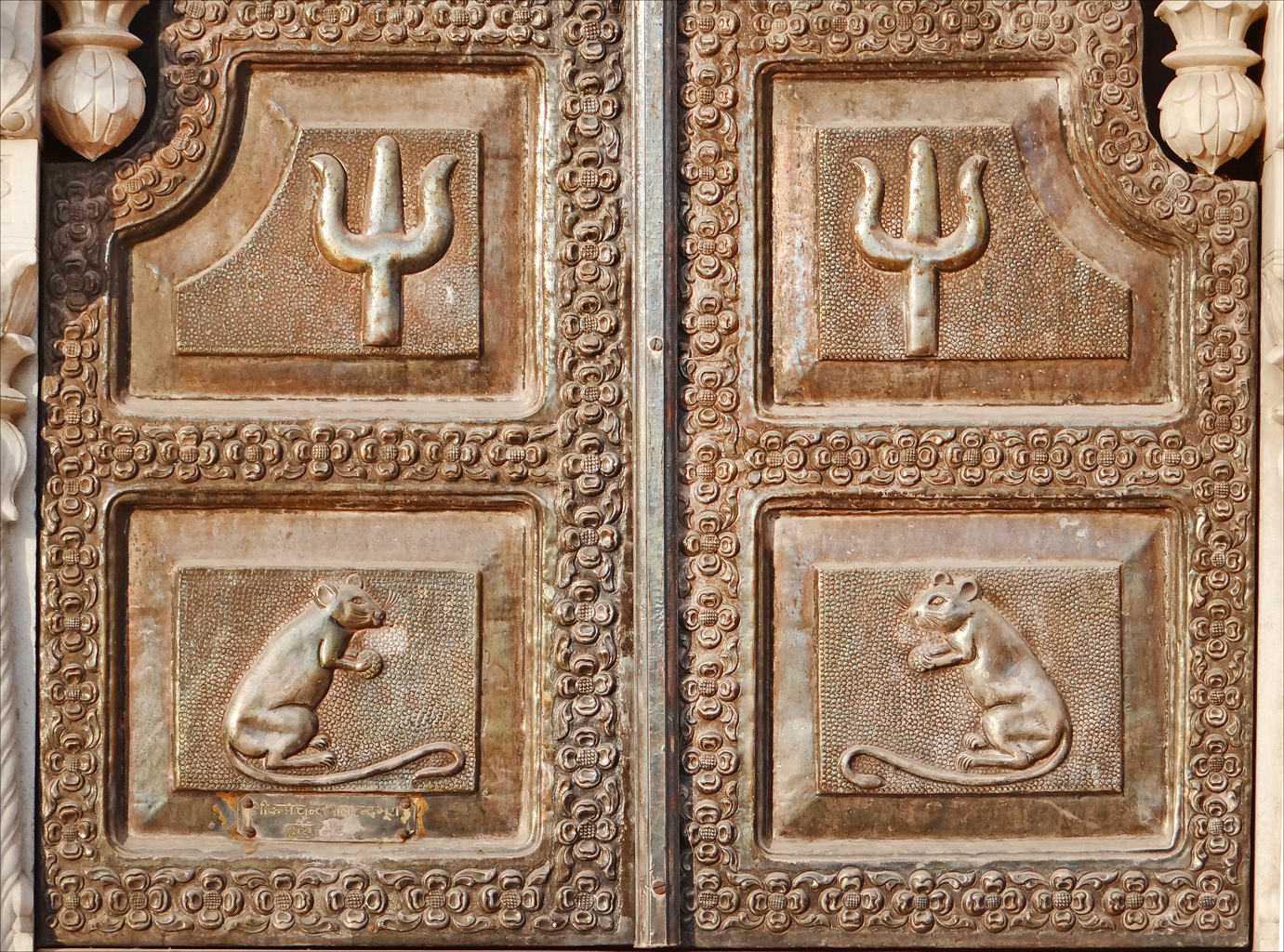